# Antonio Albertini
Antonio Albertini (Mineo, 18 settembre 1872 – Roma, 5 gennaio 1966) è stato un magistrato e politico italiano.

## Biografia
Figlio del medico Francesco Albertini e di sua moglie Giuseppa Ciancico, Albertini nacque a Mineo nel 1872. Laureatosi in giurisprudenza, divenne magistrato e fu attivo politicamente durante il ventennio fascista.
Dopo aver sostituito Mauro Del Giudice alla guida dell'istruttoria della Sezione d'accusa della Corte d'appello di Roma sul delitto Matteotti, a partire dalla fine degli anni venti fu procuratore generale presso varie corti: dal 1929 al 1934 presso la Corte d'appello di Milano, dal 1936 al 1938 presso la Corte d'appello di Roma e poi dal 1938 al 1942 presso la Corte di cassazione del Regno.
Nel frattempo, nel 1929 divenne deputato alla Camera e vi rimase fino al 1939, quando fu nominato senatore. Dal 1932 al 1935 fece parte del governo Mussolini come Sottosegretario di Stato al Ministero di grazia e giustizia.
Deferito dall'Alta Corte di Giustizia per le Sanzioni contro il Fascismo nell'agosto del 1944, Albertini decadde dalla carica politica. Morì a Roma nel 1966.